# Фабрика (студия Энди Уорхола)

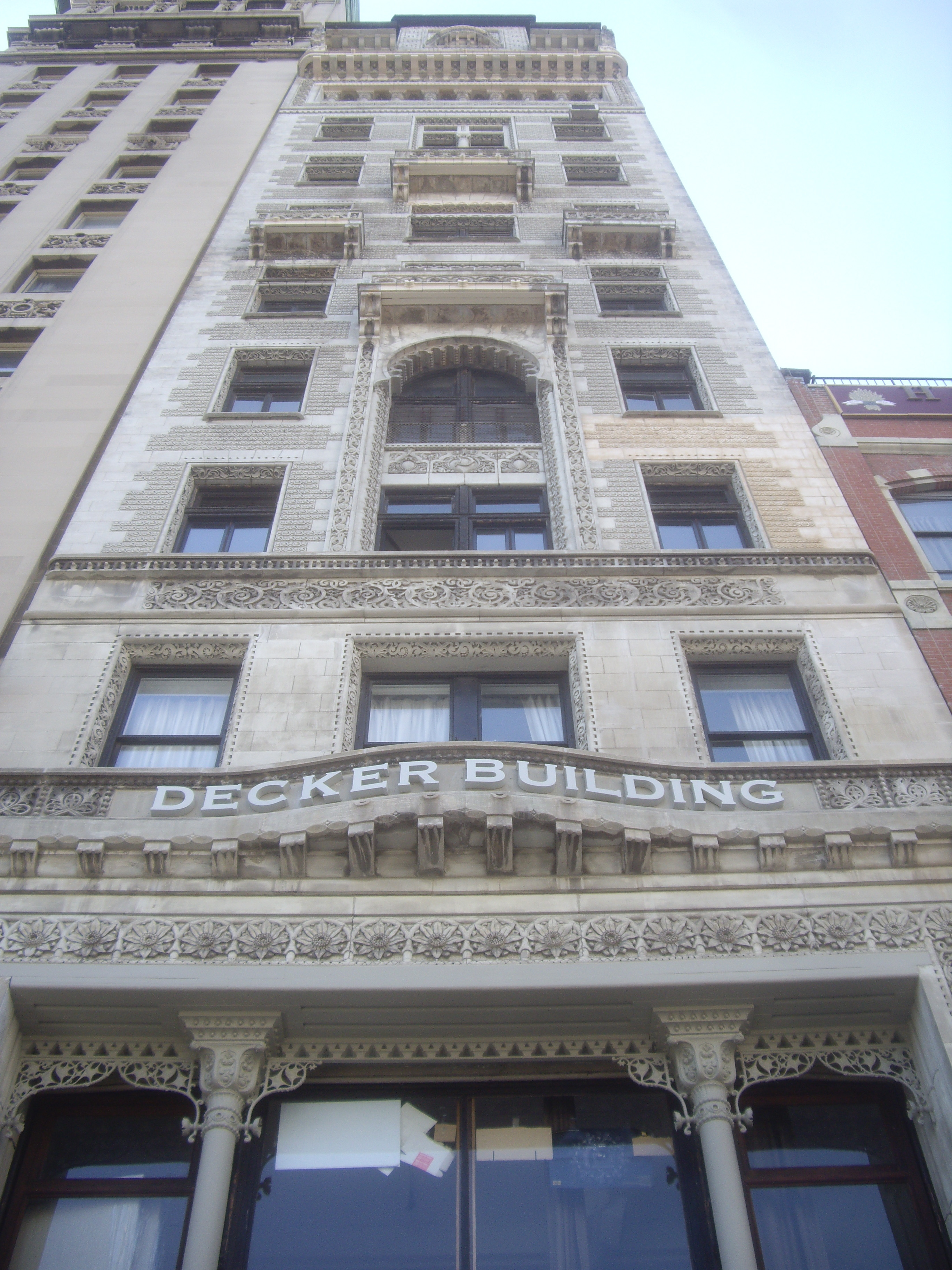
Второе нью-йоркское здание, куда переехала «Фабрика» Уорхола в 1968 году.

Фабрика или Серебряная Фабрика (англ. The Factory) — арт-студия Энди Уорхола в Нью-Йорке, активно действовавшая с 1962 года. Первоначально располагалась в Манхэттене на 5-м этаже дома 231 по 47-й улице (Silver Factory, здание снесено в 1968 году), затем переехала на 6-й этаж дома 33 по Юнион-сквер в том же районе, где просуществовала до 1973 года. В последующие 11 лет до 1984 года «Фабрика» располагалась в огромном помещении в северной стороне Юнион-сквера по адресу 860 Бродвей. Последним её пристанищем стал обычный офис на 33-й улице.

## О студии
«Фабрика» прославилась не только (и не столько) как «студия, в которой работал Уорхол», сколько как излюбленное прибежище нью-йоркской богемы: музыкантов, писателей, художников, андеграундных фотографов и режиссёров и т. д. Внутри помещения всё было выкрашено серебряной краской: внутренность лифта, унитаз, музыкальная и противопожарная аппаратура, и даже бутылки «Кока-колы». Как говорил Уорхол, «серебряный цвет был, прежде всего, проявлением нарциссизма» — зеркало в обрамлении серебра. По словам Ультрафиолет, даже кот был выкрашен в серебряный цвет. Сформировалась особая «тусовка» обитателей «Фабрики», многие из которых были амфетаминовыми наркоманами, гомосексуалами или драг-квин, снимались в «подпольных» порнофильмах — студия приобрела особую известность благодаря бытовавшим там вольным нравам, своеобразной нотке «скандальности». Среди людей, прозванных суперзвёздами Уорхола, были Эди Седжвик, Джерард Маланга, Нико, Кэнди Дарлинг, Вива, Ультрафиолет, Ингрид Суперстар, Ондин, Билли Нейм, Джеки Кертис, Джейн Хольцер, Бриджит Берлин, Холли Вудлон, Мэри Воронов, Сильвия Майлз, Андреа Фельдман, Джек Смит, Джо Даллесандро, Марио Монтез, Фред Херко, Пол Америка, Тейлор Мид и другие.

## Музыка и искусство на «Фабрике»
В то же время, среди постоянных гостей «Фабрики» числились люди, не имевшие ничего общего с «суперзвездами Уорхола» — музыканты Боб Дилан, Джим Моррисон (The Doors) и Мик Джаггер (The Rolling Stones), известный писатель (и открытый гей) Трумен Капоте; такие персонажи, как, например, Сальвадор Дали и Аллен Гинзберг, также бывали в студии. Со многими из них Уорхол каким-то образом сотрудничал; так, именно ему принадлежала идея обложки альбома Rolling Stones «Sticky Fingers». Он же стал первым продюсером знаменитого арт-рокового ансамбля The Velvet Underground, музыканты из которого некоторое время играли для его серии перформансов «Exploding Plastic Inevitable» («Взрывная, пластиковая, неизбежная») и разработал дизайн обложки их дебютной пластинки «The Velvet Underground and Nico» (изображенный на ней ярко-желтый банан стал одним из самых ярких и узнаваемых символов в рок-музыке).

## Проекты Уорхола на «Фабрике»
Тем не менее, все это время «Фабрика» оставалась именно арт-студией, где Уорхол воплощал свои художественные замыслы. Здесь были созданы многие из его знаменитых работ в технике сериграфии, снимались авангардистские фильмы (среди которых — «Минет», «Богатая бедняжка», «Еще молока, Иветта», «Девушки из Челси», «Я, Мужчина» и т. д.).